# Teresa de Lisieux
|  | Per a altres significats, vegeu «Santa Teresa». |

Teresa de Lisieux (Alençon, 2 de gener de 1873 — Lisieux, 30 de setembre de 1897) fou una religiosa carmelita francesa i Doctora de l'Església. És coneguda també com a Santa Teresa del Nen Jesús i de la Santa Faç o, més popularment, Santa Tereseta.

## Vida
Nascuda Marie-Françoise-Thérèse Martin, era filla de Louis Martin i Zélie Guérin. De petita ja era molt vivaç, de fort caràcter i fins i tot entremaliada, al mateix temps que manifestava gran sensibilitat envers els seus pròxims i sentiment religiós precoç.
L'agost de 1876, la seva mare va assabentar-se que tenia càncer i morí poc després. Llavors, el seu pare es traslladà el 1877 amb les cinc filles a Lisieux.
En morir la mare, Thérèse es va sentir més unida a la seva germana Pauline, que va ésser-li una "segona mare" fins que va ingressar a l'Orde del Carme i Thérèse va emmalaltir. Guarida finalment, segons la mateixa Therèse per la intervenció de la Mare de Déu del Somriure, imatge de la Immaculada Concepció per la qual sentien especial devoció els seus pares, va prendre la determinació d'entrar també al Carmel.
Thérèse va estudiar a l'abadia de benedictines de Lisieux durant cinc anys, però va patir humiliacions que li van fer sentir-s'hi inadaptada, així que va continuar els estudis amb classes particulars.
El Nadal de 1886, a punt de fer catorze anys, Teresa va tenir una experiència que va anomenar "la nit de la meva conversió": en tornar de la missa i buscar els seus regals, va veure que el seu pare estava disgustat pel seu comportament infantil; la noia decidí de renunciar a la infantesa i prengué el fet com un senyal inspirador de força i coratge per al futur.

## Vida al Carmel
Sis mesos després, Teresa decidí d'entrar a l'Orde de les Carmelites Descalces. Com que encara no tenia l'edat, el seu pare l'acompanyà, el novembre del 1887, a una audiència amb el Papa, a Roma, per demanar-li el permís. El papa Lleó XIII la hi donà, contra la voluntat del bisbe de Lisieux. L'abril de l'any següent va ser acceptada al convent i hi ingressà el 9 d'abril del 1888, prenent el nom de Thérèse de l'Enfant-Jésus (Teresa del Nen Jesús).
Feu professió solemne el 8 de setembre del 1890, prenent el nom de Thérèse de l'Enfant-Jésus et de la Sainte-Face, tot i que després de la seva mort va ser més coneguda com a Santa Teresa de Lisieux o Santa Tereseta.
De tarannà seré i dolç i tanmateix alegre i indomtable (d'autèntic caràcter normand), Teresa tenia bonics cabells rossos, ulls clars i trets delicats. Va patir de tuberculosi, amb grans sofriments físics i proves espirituals sobre la fe, però no rebutjava cap treball i continuava “recollint per a Jesús flors de petits sacrificis”
Després de sis anys a l'Orde, el 1894, desitjant el camí de la santedat, va veure que no l'aconseguiria pels mitjans tradicionals (mortificació, disciplina i sacrifici). Inspirada per un sacerdot, va adoptar la "Petita Via", que consistia justament a lliurar-se a l'Amor i la Misericòrdia de Jesús, a fi que Ell la pogués conduir pel camí de la Infància (Abandó i Confiança). Tota aquesta nova espiritualitat, "per a les petites ànimes" entre les quals ella mateixa es considerava, queda reflectida en els seus escrits autobiogràfics que constitueixen la seva obra més important: "Història d'una Ànima", escrita per suggeriment de la seva germana gran, Maria (Maria del Sagrat Cor), a qui exercia en aquells moments el càrrec de superiora del Carmel de Lisieux i també germana de Teresa, Paulina (Mare Agnès de Jesús), qui li va demanar que ho fes per obediència, ja que Teresa no considerava que tingués interès especial allò que ella podria escriure. Aquesta obra va ser editada poc després de la seva mort i ràpidament traduïda a més de quaranta llengües!
Va morir el 30 de setembre del 1897, amb només 24 anys, després d'una llarga agonia extrema. El matí de la seva mort havia dit: “No em penedeixo d'haver-me lliurat a l'Amor” i les seves últimes paraules, quasi sense poder respirar, foren: "Déu meu,...jo t'estimo!", poc temps abans també havia dit a les seves companyes: "Faré caure una pluja de roses sobre el món!". El 4 d'octubre del 1897, fou sebollida al cementiri de Lisieux. De seguida hi va acudir una multitud de devots, que anà en augment amb raó de nombroses gràcies rebudes i en especial quan va produir-se la Gran Guerra, en què els Poilus, nom donat als soldats francesos, eren encomanats a la Santa, (llurs familiars els entregaven medalles i altres objectes de devoció que ells s'emportaven al front de batalla).

## Veneració
La seva germana Paulina, també carmelita, va publicar el 1898 els escrits de Tereseta, titulats Història d'una ànima. El 17 de maig de 1925 va ser canonitzada per Pius XI. El mateix papa la declarà patrona universal de les missions catòliques el 1927. Joan Pau II la proclamà Doctora de l'Església el 1997. A igual manera que Sant Francesc d'Assís, és també motiu d'admiració per fidels de creences diverses.
El 19 d'octubre de 2008, a Lisieux, van ser beatificats els pares de Santa Tereseta, Louis Martin i Zélie Guérin.

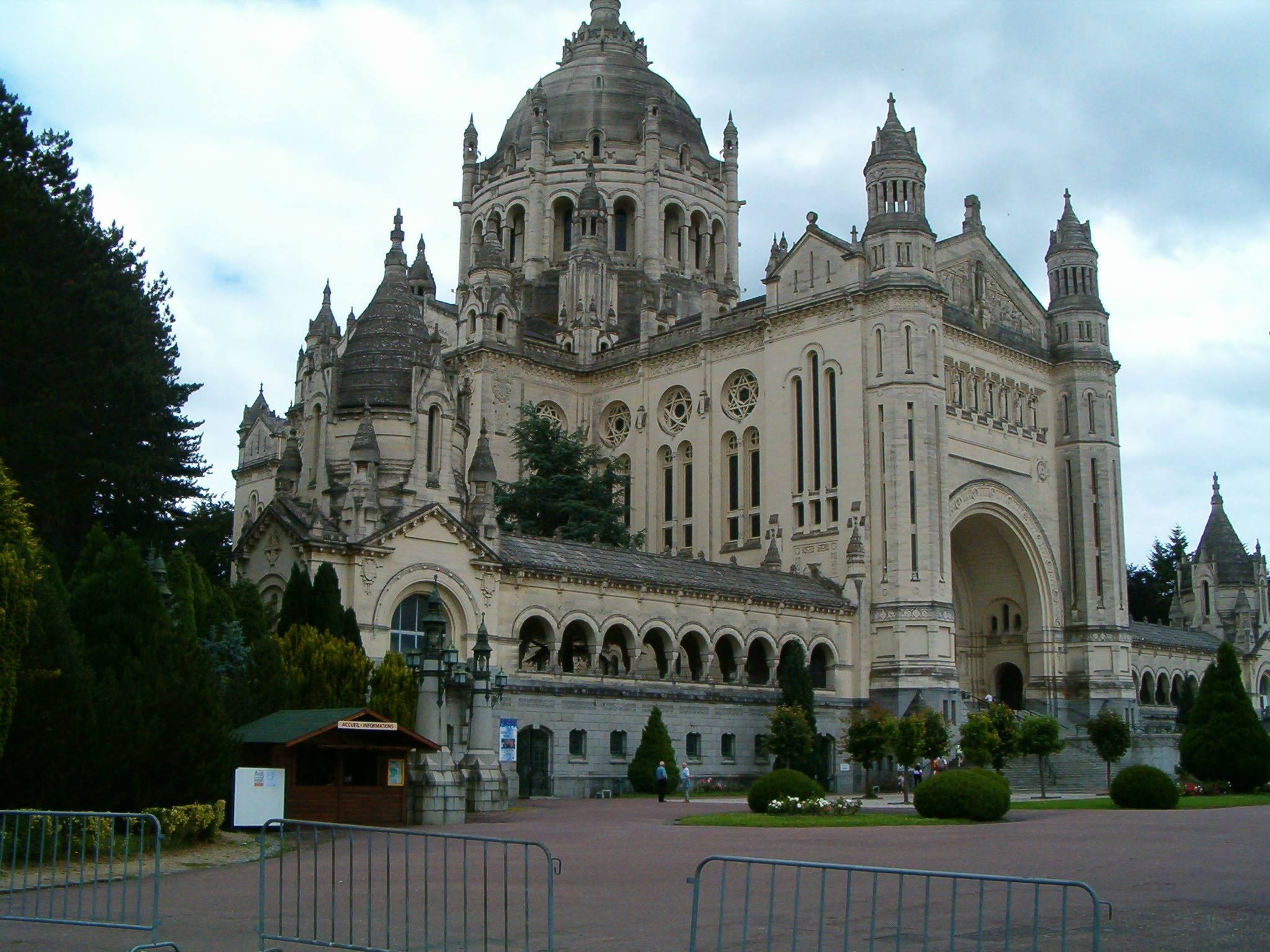
Basílica de Lisieux
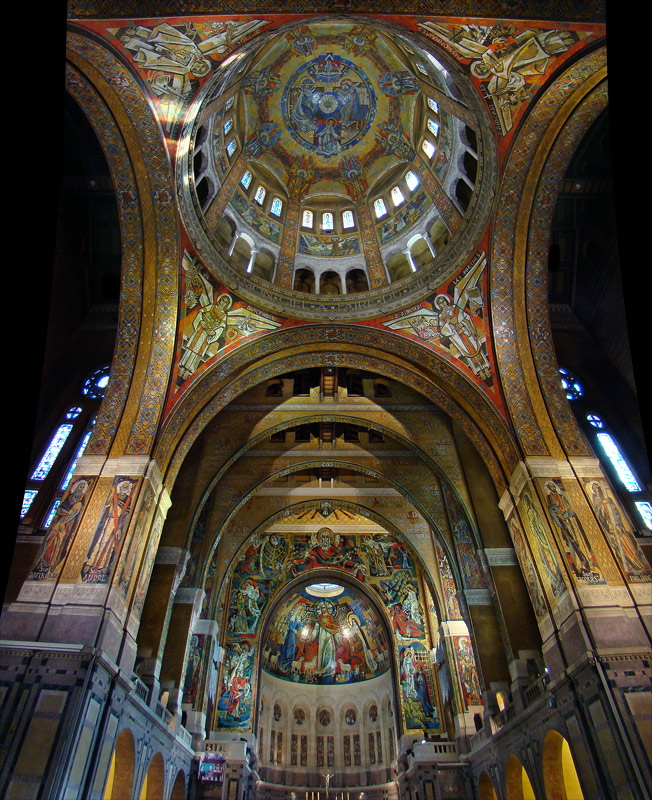
Interior de la basílica
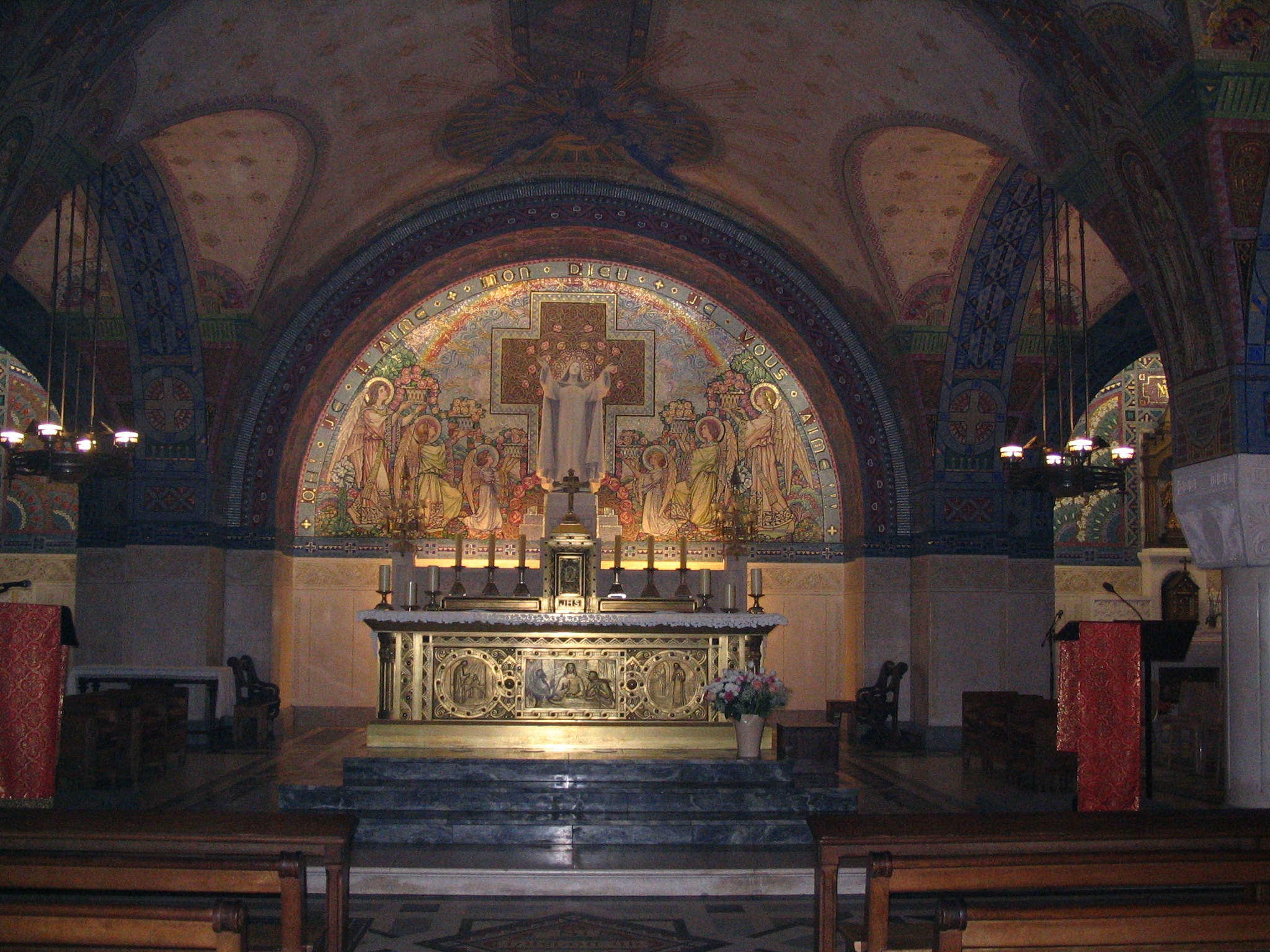
Cripta
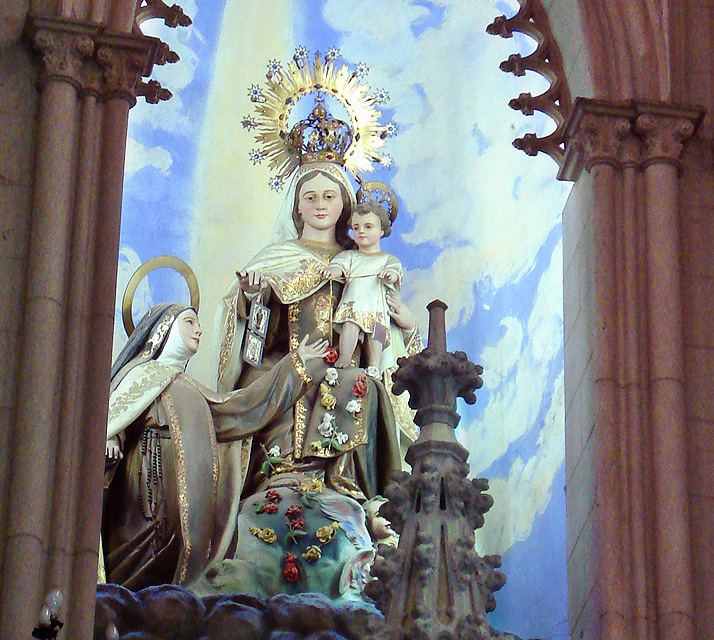
Santa Tereseta, als peus de la Mare de Déu (Porto Alegre, església de la santa).
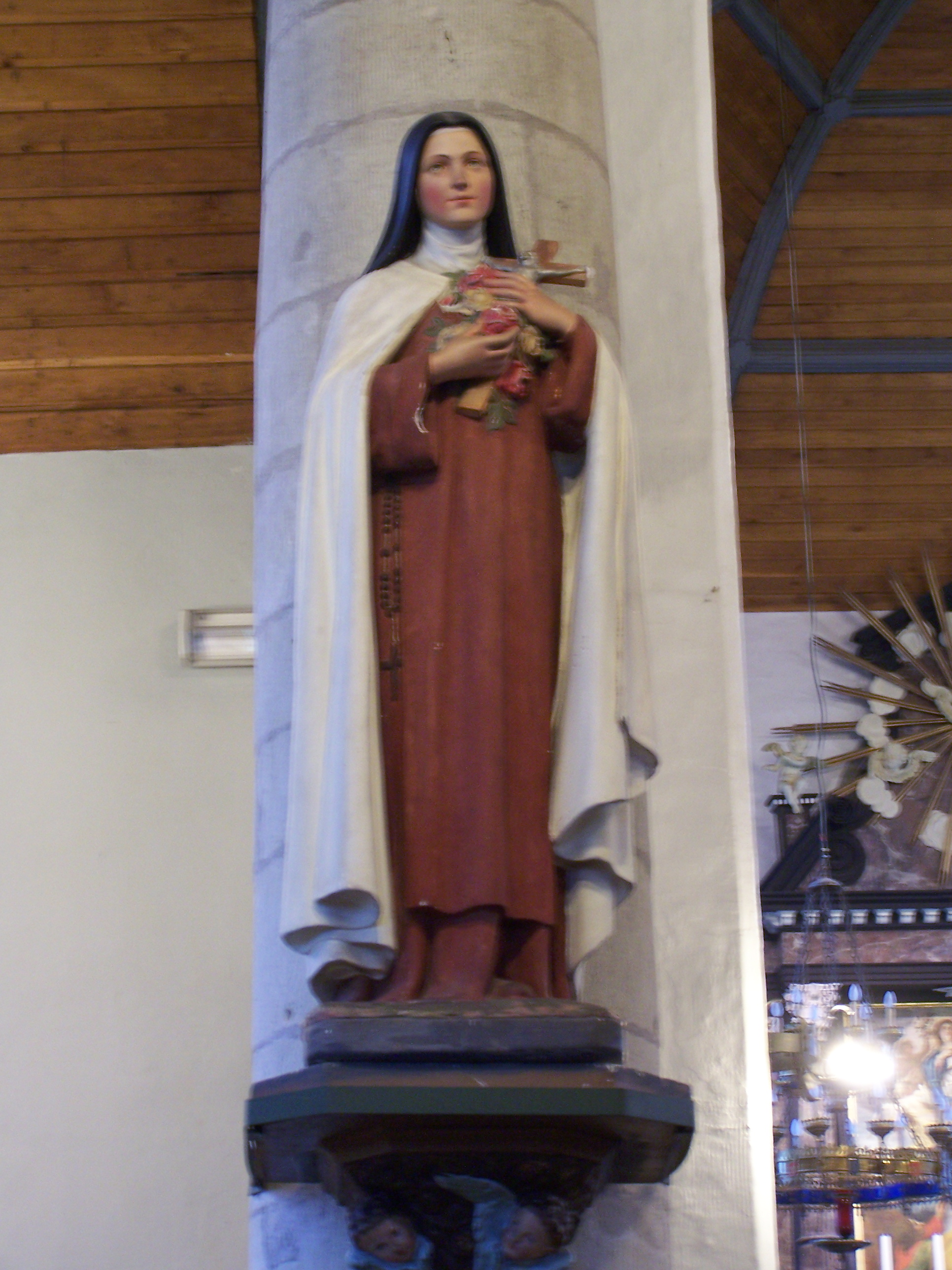
Talla de la santa (Millegem, Bèlgica)